# Anzoátegui (Colombia)
Anzoátegui è un comune della Colombia facente parte del dipartimento di Tolima. 
L'abitato venne fondato dai coloni Demetrio González, Cirilo García e José María Alzate nel 1895, mentre l'istituzione del comune è del 1915.